# Nic Henderson
Pour les articles homonymes, voir Henderson.
Pas d'image ? Cliquez ici

a Compétitions nationales et continentales officielles uniquement.

b Matchs officiels uniquement.
Dernière mise à jour le 6 janvier 2017.
 Nicholas (Nic) J. Henderson, né le 1er mai 1981 à Millmerran (Australie), est un joueur de rugby à XV qui a joué avec l'équipe d'Australie  et  dans le Super Rugby. Il évolue au poste de pilier.

## Carrière

### En club
- ACT Brumbies
- Western Force
- Melbourne Rebels

Henderson a débuté dans le Super 12 en 2004. Il a joué onze matchs de Super 12 en 2005 et treize matchs de  Super 14 en 2006.

### En équipe nationale
Il a disputé son premier test match le 3 juillet 2004 contre les Pacific Islanders.  

## Palmarès
- 117 matchs de Super Rugby
- 3 test matchs avec l'équipe d'Australie